# トゥルボー
トゥルボー（欧字名:Turbo、2016年4月15日 - ）は、日本の競走馬。主な勝ち鞍は2021年の新潟ジャンプステークス、阪神ジャンプステークス。
馬名の意味は、ラテン語で竜巻。

## 戦績

### 2歳（2018年）
2018年8月11日の新潟競馬場2歳新馬（芝1800m）でデビュー。勝ち馬から2.5秒差の10着に敗れる。2戦目からはダートを使われ、9着、5着とし、4戦目で3着に入る。しかし、次走で勝ち馬から4.3秒差の13着に敗れる。

### 3歳（2019年）
3歳初戦、3月10日の3歳未勝利は4着、デビューから9戦目となった3歳未勝利で2着に入ると、続く3歳未勝利を勝利し、初勝利を飾る。3か月半ぶりとなった昇級初戦、3歳以上1勝クラスは8着、次走は11着に敗れたが、9頭立て8番人気で出走した3歳以上1勝クラスで3着に入る。その後、3走は10着、4着、6着にそれぞれ敗れた。

### 4歳（2020年）
4歳初戦、3か月半ぶりとなった4歳以上1勝クラスで3着に入る。中1週で挑んだ次走は4着、引き続き中1週で出走し3着と好走を続ける。5月9日の4歳以上1勝クラスで2馬身差の2着に入ると、次走、上り最速の脚で先行勢を差し切り2勝目を挙げる。昇級戦となった八王子特別は勝ち馬から4.1秒差の最下位と惨敗。続く両津湾特別も11着と惨敗に終わる。その後、障害に転向し、障害転向初戦の障害3歳以上未勝利は小野寺祐太が騎乗し、好位から直線で先頭に立ち1着。初戦を勝利で収める。

### 5歳（2021年）
5歳初戦、転向2戦目となった中山新春ジャンプステークスは8着に終わる。石神深一に乗り替わった障害4歳以上オープンを早め先頭から後続を振り切り、障害2勝目を挙げる。重賞初挑戦となった東京ジャンプステークスはブービーの13着と惨敗。続く新潟ジャンプステークスは10番人気で挑み、中団追走から最後の3～4コーナーで一気にポジションを上げると、サーブルオールとの叩き合いをクビ差制し優勝、前走13着から巻き返して重賞初制覇を果たした。さらに、中京競馬場で代替開催された阪神ジャンプステークスは中団追走から徐々にポジションを上げ、最後はサーブルオールに3馬身差をつけて1着、重賞連勝となった。その後は脚を痛めたため、長期休養に入っている。

### 6歳 - 7歳（2022年 - 2023年）
2022年は全休。翌年10月に平地競走の3歳以上2勝クラスで2年ぶりの復帰を果たし、15着に敗れた。その後はイルミネーションジャンプステークスで障害戦に復帰し、7着となった。

### 8歳（2024年）
6月の東京ジャンプステークスで6着の後、中京競馬場で行われた小倉サマージャンプに臨んだが、2周目5号ハードル障害飛越後に左前肢跛行を発症したため、競走中止となった。このレースが現役最終戦となり、9月7日付でJRAの競走馬登録を抹消された。引退後は鳥取県西伯郡伯耆町の大山ヒルズで乗馬として供用される。

## 競走成績
以下の内容は、JBISサーチ、netkeiba.comに基づく。
| 競走日     | 競馬場 | 競走名             | 格      | 距離 （馬場） | 頭 数 | 枠 番 | 馬 番 | オッズ （人気） | 着順 | タイム （上り3F） | 着差 | 騎手        | 斤量 [kg] | 1着馬（2着馬）         | 馬体重 [kg] |
| ---------- | ------ | ------------------ | ------- | ------------- | ----- | ----- | ----- | --------------- | ---- | ----------------- | ---- | ----------- | --------- | ---------------------- | ----------- |
| 2018.08.11 | 新潟   | 2歳新馬            |         | 芝1800m（良） | 14    | 8     | 14    | 007.20（2人）   | 10着 | R1:50.9（36.2）   | -2.5 | 0石橋脩     | 54        | ホウオウサーベル       | 480         |
| 0000.10.08 | 東京   | 2歳未勝利          |         | ダ1600m（良） | 16    | 5     | 10    | 017.10（5人）   | 09着 | R1:42.5（39.3）   | -1.4 | 0石橋脩     | 54        | テイエムアカリオー     | 490         |
| 0000.11.03 | 東京   | 2歳未勝利          |         | ダ1400m（良） | 11    | 6     | 6     | 017.60（3人）   | 05着 | R1:28.8（37.3）   | -2.6 | 0武藤雅     | 54        | グランソヴァール       | 490         |
| 0000.12.01 | 中山   | 2歳未勝利          |         | ダ1800m（良） | 16    | 6     | 11    | 027.00（6人）   | 03着 | R1:57.1（38.6）   | -0.5 | 0勝浦正樹   | 55        | テングレート           | 486         |
| 0000.12.28 | 中山   | 2歳未勝利          |         | ダ1800m（良） | 16    | 8     | 16    | 007.10（5人）   | 13着 | R2:00.2（44.1）   | -4.3 | 0山本咲希到 | 54        | シュバルツバルト       | 488         |
| 2019.03.10 | 中山   | 3歳未勝利          |         | ダ1800m（稍） | 13    | 4     | 4     | 014.70（4人）   | 04着 | R1:57.5（39.7）   | -0.8 | 0武藤雅     | 55        | クリスタロス           | 486         |
| 0000.03.31 | 中山   | 3歳未勝利          |         | ダ1800m（稍） | 16    | 3     | 6     | 008.90（5人）   | 05着 | R1:57.3（40.6）   | -0.5 | 0武藤雅     | 55        | フーズサイド           | 484         |
| 0000.04.13 | 中山   | 3歳未勝利          |         | ダ1800m（稍） | 11    | 7     | 9     | 010.40（2人）   | 06着 | R1:57.1（40.5）   | -3.8 | 0石橋脩     | 56        | リワードアンヴァル     | 486         |
| 0000.05.04 | 新潟   | 3歳未勝利          |         | ダ1800m（良） | 14    | 4     | 5     | 012.80（6人）   | 02着 | R1:55.1（38.5）   | -0.6 | 0勝浦正樹   | 56        | エコロドリーム         | 490         |
| 0000.05.19 | 新潟   | 3歳未勝利          |         | ダ1800m（良） | 15    | 4     | 6     | 004.30（3人）   | 01着 | R1:56.0（38.1）   | -0.0 | 0勝浦正樹   | 56        | （タイセイシャトル）   | 492         |
| 0000.09.01 | 新潟   | 3歳上1勝クラス     |         | ダ1800m（良） | 15    | 3     | 5     | 031.8（10人）   | 08着 | R1:53.7（38.3）   | -1.0 | 0田辺裕信   | 54        | ロードストライク       | 490         |
| 0000.09.14 | 中山   | 3歳上1勝クラス     |         | ダ1800m（良） | 13    | 7     | 10    | 017.80（6人）   | 11着 | R1:56.7（40.2）   | -3.0 | 0田辺裕信   | 54        | エクリリストワール     | 482         |
| 0000.10.20 | 新潟   | 3歳上1勝クラス     |         | ダ1800m（重） | 9     | 1     | 1     | 024.60（8人）   | 03着 | R1:51.9（38.5）   | -1.3 | 0勝浦正樹   | 55        | ワンダーコノシュア     | 492         |
| 0000.11.09 | 福島   | 3歳上1勝クラス     |         | ダ1700m（良） | 14    | 3     | 3     | 009.60（6人）   | 10着 | R1:47.8（38.3）   | -1.3 | 0勝浦正樹   | 55        | メラン                 | 490         |
| 0000.11.30 | 中京   | 3歳上1勝クラス     |         | ダ1900m（良） | 10    | 7     | 8     | 033.70（8人）   | 04着 | R2:00.7（37.3）   | -0.4 | 0鮫島克駿   | 55        | アリスカン             | 488         |
| 0000.12.15 | 中京   | 3歳上1勝クラス     |         | ダ1900m（良） | 13    | 2     | 2     | 011.70（5人）   | 06着 | R2:01.8（37.6）   | -1.7 | 0鮫島克駿   | 56        | タマモサンシーロ       | 496         |
| 2020.03.01 | 中京   | 4歳上1勝クラス     |         | ダ1800m（稍） | 11    | 6     | 6     | 013.70（6人）   | 03着 | R1:53.4（38.9）   | -1.2 | 0鮫島克駿   | 56        | ヴィーヴァバッカス     | 496         |
| 0000.03.15 | 中京   | 4歳上1勝クラス     |         | ダ1900m（稍） | 11    | 5     | 5     | 008.10（5人）   | 04着 | R2:01.6（39.3）   | -1.0 | 0吉田隼人   | 57        | ワイズワン             | 498         |
| 0000.03.28 | 中京   | 4歳上1勝クラス     |         | ダ1800m（稍） | 10    | 5     | 5     | 015.60（4人）   | 03着 | R1:55.0（37.4）   | -0.8 | 0吉田隼人   | 57        | リーガルマインド       | 490         |
| 0000.05.01 | 新潟   | 4歳上1勝クラス     |         | ダ1800m（良） | 14    | 5     | 7     | 003.60（1人）   | 02着 | R1:53.6（37.8）   | -0.3 | 0吉田隼人   | 57        | サトノエメラルド       | 494         |
| 0000.05.24 | 新潟   | 4歳上1勝クラス     |         | ダ1800m（良） | 12    | 1     | 1     | 003.20（2人）   | 01着 | R1:52.7（38.2）   | -0.1 | 0鮫島克駿   | 57        | （ワインレッドローズ） | 498         |
| 0000.06.14 | 東京   | 八王子特別         | 2勝     | ダ2100m（不） | 16    | 3     | 5     | 032.0（10人）   | 16着 | R2:13.3（39.5）   | -4.1 | 0石橋脩     | 57        | ヴィーヴァバッカス     | 492         |
| 0000.09.05 | 新潟   | 両津湾特別         | 2勝     | ダ1800m（良） | 15    | 4     | 7     | 040.4（10人）   | 11着 | R1:53.8（39.5）   | -2.9 | 0丸山元気   | 57        | ギャラクシーソウル     | 500         |
| 0000.12.19 | 中京   | 障害3歳上未勝利    |         | 障3000m（良） | 14    | 8     | 14    | 017.30（6人）   | 01着 | R3:21.7（13.4）   | -0.2 | 0小野寺祐太 | 60        | （レッドローゼス）     | 506         |
| 2021.01.09 | 中山   | 中山新春ジャンプS  | OP      | 障3200m（良） | 14    | 7     | 11    | 029.90（8人）   | 08着 | R3:35.8（13.5）   | -2.9 | 0小野寺祐太 | 60        | スマートアペックス     | 512         |
| 0000.04.11 | 中山   | 障害4歳上OP        |         | 障3200m（良） | 10    | 8     | 10    | 012.00（7人）   | 01着 | R3:34.3（13.4）   | -0.1 | 0石神深一   | 60        | （マイネルヴァッサー） | 512         |
| 0000.06.26 | 東京   | 東京ジャンプS      | J・GIII | 障3110m（良） | 14    | 8     | 13    | 024.00（9人）   | 13着 | R3:31.9（13.6）   | -3.6 | 0石神深一   | 60        | スマートアペックス     | 522         |
| 0000.07.31 | 新潟   | 新潟ジャンプS      | J・GIII | 障3250m（良） | 13    | 7     | 10    | 041.3（10人）   | 01着 | R3:29.0（12.9）   | -0.0 | 0石神深一   | 60        | （サーブルオール）     | 514         |
| 0000.09.18 | 中京   | 阪神ジャンプS      | J・GIII | 障3300m（不） | 10    | 7     | 8     | 005.20（3人）   | 01着 | R3:38.3（13.2）   | -0.5 | 0石神深一   | 60        | （サーブルオール）     | 512         |
| 2023.10.01 | 中山   | 3歳上2勝クラス     |         | ダ1800m（良） | 16    | 5     | 9     | 121.7（13人）   | 15着 | R1:58.4（41.5）   | -4.5 | 0石神深一   | 58        | カランセ               | 522         |
| 0000.12.02 | 中山   | イルミネーションJS | OP      | 障3570m（良） | 14    | 3     | 3     | 006.30（4人）   | 07着 | R4:01.2（13.5）   | -3.3 | 0石神深一   | 60        | ロックユー             | 522         |
| 2024.06.22 | 東京   | 東京ジャンプS      | J・GIII | 障3110m（稍） | 14    | 7     | 12    | 118.2（12人）   | 06着 | R3:28.3（13.4）   | -1.8 | 0中村将之   | 60        | ジューンベロシティ     | 514         |
| 0000.08.24 | 中京   | 小倉サマージャンプ | J・GIII | 障3300m（良） | 5     | 3     | 3     | 005.40（3人）   |      | 競走中止          |      | 0石神深一   | 60        | ロスコフ               | 518         |

1. ↑  障害戦は平均1F

## 血統表
| トゥルボーの血統                                     | トゥルボーの血統                                                                 | トゥルボーの血統                                                                 | （血統表の出典）                                                                 | （血統表の出典）  |
| 父系                                                 | サンデーサイレンス系                                                             | サンデーサイレンス系                                                             | サンデーサイレンス系                                                             | [ § 2 ]           |
| 父 オルフェーヴル 2008 栗毛 北海道白老町             | 父の父ステイゴールド 1994 黒鹿毛 北海道白老町                                    | *サンデーサイレンス                                                              | Halo                                                                             | Halo              |
| 父 オルフェーヴル 2008 栗毛 北海道白老町             | 父の父ステイゴールド 1994 黒鹿毛 北海道白老町                                    | *サンデーサイレンス                                                              | Wishing Well                                                                     |                   |
| 父 オルフェーヴル 2008 栗毛 北海道白老町             | 父の父ステイゴールド 1994 黒鹿毛 北海道白老町                                    | ゴールデンサッシュ                                                               | *ディクタス                                                                      | *ディクタス       |
| 父 オルフェーヴル 2008 栗毛 北海道白老町             | 父の父ステイゴールド 1994 黒鹿毛 北海道白老町                                    | ゴールデンサッシュ                                                               | ダイナサッシュ                                                                   |                   |
| 父 オルフェーヴル 2008 栗毛 北海道白老町             | 父の母オリエンタルアート 1997 栗毛 北海道白老町                                  | メジロマックイーン                                                               | メジロティターン                                                                 | メジロティターン  |
| 父 オルフェーヴル 2008 栗毛 北海道白老町             | 父の母オリエンタルアート 1997 栗毛 北海道白老町                                  | メジロマックイーン                                                               | メジロオーロラ                                                                   |                   |
| 父 オルフェーヴル 2008 栗毛 北海道白老町             | 父の母オリエンタルアート 1997 栗毛 北海道白老町                                  | エレクトロアート                                                                 | *ノーザンテースト                                                                | *ノーザンテースト |
| 父 オルフェーヴル 2008 栗毛 北海道白老町             | 父の母オリエンタルアート 1997 栗毛 北海道白老町                                  | エレクトロアート                                                                 | *グランマスティーヴンス                                                          |                   |
| 母 *フェアエレン Fair Ellen 2009 栗毛 アメリカ合衆国 | 母の父Street Cry 1998 黒鹿毛 アイルランド                                        | Machiavellian                                                                    | Mr. Prospector                                                                   | Mr. Prospector    |
| 母 *フェアエレン Fair Ellen 2009 栗毛 アメリカ合衆国 | 母の父Street Cry 1998 黒鹿毛 アイルランド                                        | Machiavellian                                                                    | Coup de Folie                                                                    |                   |
| 母 *フェアエレン Fair Ellen 2009 栗毛 アメリカ合衆国 | 母の父Street Cry 1998 黒鹿毛 アイルランド                                        | Helen Street                                                                     | Troy                                                                             | Troy              |
| 母 *フェアエレン Fair Ellen 2009 栗毛 アメリカ合衆国 | 母の父Street Cry 1998 黒鹿毛 アイルランド                                        | Helen Street                                                                     | Waterway                                                                         |                   |
| 母 *フェアエレン Fair Ellen 2009 栗毛 アメリカ合衆国 | 母の母Palais Versailles 2004 鹿毛 アメリカ合衆国                                 | Pulpit                                                                           | A.P. Indy                                                                        | A.P. Indy         |
| 母 *フェアエレン Fair Ellen 2009 栗毛 アメリカ合衆国 | 母の母Palais Versailles 2004 鹿毛 アメリカ合衆国                                 | Pulpit                                                                           | Preach                                                                           |                   |
| 母 *フェアエレン Fair Ellen 2009 栗毛 アメリカ合衆国 | 母の母Palais Versailles 2004 鹿毛 アメリカ合衆国                                 | Versailles Treaty                                                                | Danzig                                                                           | Danzig            |
| 母 *フェアエレン Fair Ellen 2009 栗毛 アメリカ合衆国 | 母の母Palais Versailles 2004 鹿毛 アメリカ合衆国                                 | Versailles Treaty                                                                | Ten Cents a Dance                                                                |                   |
| 母系(F-No.)                                          | (FN:10-a)                                                                        | (FN:10-a)                                                                        | (FN:10-a)                                                                        |                   |
| 5代内の近親交配                                      | Halo：4×5 Mr. Prospector：4×5（母内） ノーザンテースト：5×4 Northern Dancer：5×5 | Halo：4×5 Mr. Prospector：4×5（母内） ノーザンテースト：5×4 Northern Dancer：5×5 | Halo：4×5 Mr. Prospector：4×5（母内） ノーザンテースト：5×4 Northern Dancer：5×5 | [ § 3 ]           |
| 出典                                                 | 1. 2. 3.                                                                         | 1. 2. 3.                                                                         | 1. 2. 3.                                                                         | 1. 2. 3.          |